# 39. Филмски сусрети у Нишу
39. Филмски сусрети одржани су од 24. до 30. августа, 2004. Градоначелник Ниша Горан Ћирић је предао кључеве града председници жирија, Неди Арнерић, после чега је фестивал отворила глумица Тања Бошковић:
| „               | У име свих глумаца који су вечерас и који су икада дошли у Ниш захваљујем граду, његовим грађанима који су нас загрлили, који су нам дали кључеве свога града и кључеве свога срца као и могућност да заједно у ових 39 година, Богу хвала, духовно узрастамо стварајући добре улоге. Проглашавам 39. Фестивал глумачких остварења отвореним! | ” |
| — Тања Бошковић | |   |

Уметничка директорка фестивала је глумица Светлана Бојковић.

## Жири
| Састав жирија      |                   |                  |
| председница жирија | Неда Арнерић      | Неда Арнерић     |
| чланови жирија     | Јелица Сретеновић | Драган Мићановић |

## Програм
| Дан        | Програм                                           |
| ---------- | ------------------------------------------------- |
| 24. август | Свечано отварање                                  |
| 24. август | Пад у рај (Милош Радовић)                         |
| 25. август | Због једне дивне црне жене (омнибус)              |
| 25. август | Ин мемориам                                       |
| 25. август | Мемо (Милош Јовановић)                            |
| 26. август | Опет пакујемо мајмуне (Марија Перовић)            |
| 26. август | Пољупци (Саша Радојевић)                          |
| 27. август | Сјај у очима (Срђан Карановић)                    |
| 27. август | Додела награде „Она и он“                         |
| 27. август | Кад порастем бићу Кенгур (Радивоје Андрић)        |
| 28. август | Пљачка Трећег рајха (Здравко Шотра)               |
| 28. август | Додела награде „Павле Вуисић“                     |
| 28. август | Мали свет (Милош Радовић)                         |
| 29. август | Јесен стиже, дуњо моја (Љубиша Самарџић)          |
| 29. август | Дунав (филм) (Горан Ребић)                        |
| 30. август | Свечана додела награда                            |
| 30. август | Кајмак и мармелада (Бранко Ђурић), гостујући филм |
| 30. август | Затварање фестивала                               |

## Награде
Званичне награде додељене су последњег дана фестивала.
| Награда                          | Добитник/Добитница   | Улога               | Филм (редитељ/редитељка)                   |
| -------------------------------- | -------------------- | ------------------- | ------------------------------------------ |
| Гран при Наиса                   | Богдан Диклић        | Млађи водник Кос    | Мали свет (Милош Радовић)                  |
| Цар Константин                   | Лазар Ристовски      | Старији водник Рас  | Мали свет (Милош Радовић)                  |
| Царица Теодора                   | Калина Ковачевић     | Анцица Гранфилд     | Јесен стиже, дуњо моја (Љубиша Самарџић)   |
| Повеља за мушку улогу            | Бранислав Трифуновић | сава Лађарски       | Јесен стиже, дуњо моја (Љубиша Самарџић)   |
| Повеља за женску улогу           | Марија Каран         | Марија Станимировић | Јесен стиже, дуњо моја (Љубиша Самарџић)   |
| Награда за епизодну мушку улогу  | Младен Андрејевић    | Циле                | Кад порастем бићу Кенгур (Радивоје Андрић) |
| Награда за епизодну женску улогу | Јасна Ђуричић        |                     | Мемо (Милош Јовановић)                     |
| Награда за најбољег дебитанта    | Игор Ђорђевић        | Кум Петрашин        | Јесен стиже, дуњо моја (Љубиша Самарџић)   |

- Специјална награда за изузетан допринос уметности глуме „Павле Вуисић“ додељена је глумцу Предрагу Микију Манојловићу. Посебан жири за доделу ове награде чине: Ружица Сокић, Александар Берчек и Бора Тодоровић.

- Награду за глумачки пар године, Она и он коју додељују ТВ Новости добили су Дара Џокић и Мима Караџић за улоге у ТВ серији М(ј)ешовити брак.